# Lizosom

Schemat typowej komórki zwierzęcej, ukazujący położenie jej składników. Organella:
1. jąderko
2. jądro komórkowe
3. rybosom
4. pęcherzyk
5. szorstkie retikulum endoplazmatyczne
6. aparat Golgiego
7. mikrotubule
8. gładkie retikulum endoplazmatyczne
9. mitochondrium
10. wakuola
11. cytozol
12. lizosom
13. centriola

Lizosom – organellum cytoplazmatyczne wytwarzane przez aparat Golgiego, występujące licznie w komórkach eukariotycznych (typowo w komórkach zwierzęcych), natomiast nieobecne w komórkach prokariotycznych. Są to niewielkie pęcherzyki o średnicy ok. 0,5 μm (rzadko 0,1–1 μm), otoczone pojedynczą błoną lipidowo-białkową o grubości ok. 7 nm. Zawierają kwaśne hydrolazy rozkładające białka, kwasy nukleinowe, węglowodany i tłuszcze. pH wewnątrz lizosomu ma wartość optymalną dla występujących w nim enzymów, równą około 5. Dzięki przystosowaniu enzymów do kwaśnego środowiska, ich przypadkowe wydostanie się do cytoplazmy (pH ≈ 7,2) nie stanowi większego zagrożenia dla komórki, jednak wyciek z dużej liczby lizosomów może zniszczyć komórkę poprzez jej samostrawienie się. Niskie pH zapewnia wbudowana w błonę lizosomu pompa protonowa – H+-ATPaza, pompująca protony do wnętrza lizosomu.
W lizosomach odbywa się rozkład pochłoniętych na drodze endocytozy substancji (głównie białek, tłuszczów i węglowodanów) oraz usuwanie obumarłych części cytoplazmy (trawienie wewnątrzkomórkowe). Lizosomy wykorzystują również swoje enzymy w celu odzyskania przez komórkę materiału organicznego (przeprowadzają autofagię).